# دانييل اليسي
دانييل اليسي (بالإنجليزية: Daniel Alessi) (26 أغسطس 1997 في أستراليا - ) هو لاعب كرة قدم أسترالي في مركز الدفاع. شارك مع منتخب أستراليا تحت 20 سنة لكرة القدم.

## روابط خارجية
- دانييل اليسي على موقع الاتحاد الدولي (مؤرشف)  (الإنجليزية)
- دانييل اليسي على موقع قاعدة بيانات كرة القدم.إي يو (الإنجليزية)
- دانييل اليسي على موقع Soccerway.com (الإنجليزية)